# Bosch + Sohn
Die Bosch + Sohn GmbH & Co. KG, bekannt unter der Marke boso, ist ein deutsches Unternehmen, das sich auf die Herstellung von Blutdruckmessgeräten spezialisiert hat. Das Unternehmen hat seinen Sitz in Jungingen im Zollernalbkreis und besteht seit über 130 Jahren. Es zählt zu den führenden internationalen Anbietern in diesem Bereich. Rund 100 Mitarbeiter sind in dem Unternehmen beschäftigt.

## Geschichte

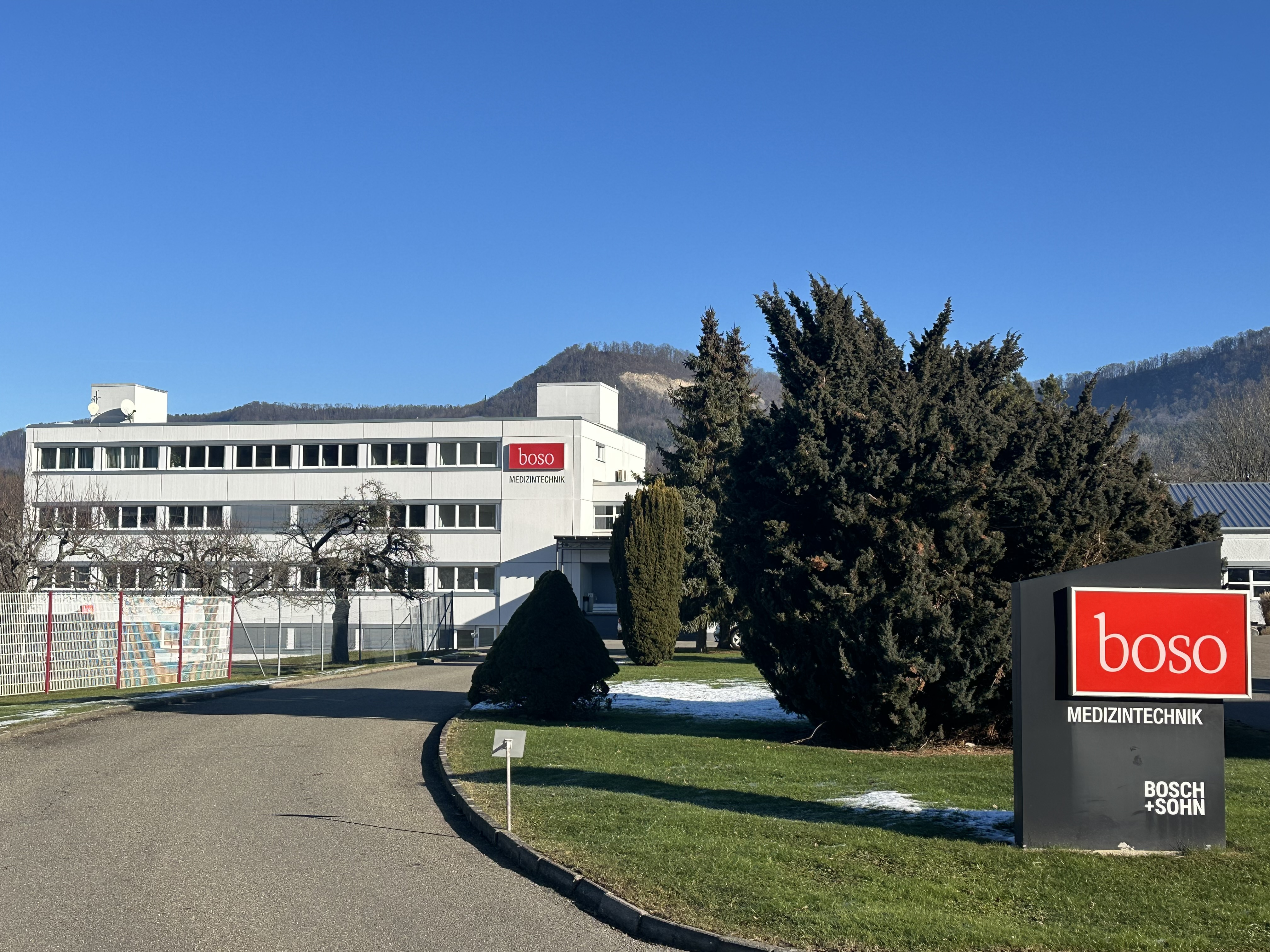
Firmensitz in Jungingen

Die Ursprünge des Unternehmens gehen auf das Jahr 1889 zurück, als die Feinmechaniker Franz Josef Bosch (1859–1929) und Albert Bosch (1864–1924) in Straßburg die Firma „J. & A. Bosch“ gründeten. Das Unternehmen spezialisierte sich auf die Entwicklung wissenschaftlicher und optischer Instrumente und erhielt Auszeichnungen auf Weltausstellungen in Paris (1900) und St. Louis (1904) für meteorologische Apparate und Seismographen. Bereits 1898 wurde das erste Blutdruckmessgerät gebaut, 1905 folgte mit dem „Dr. von Recklinghausen‘s Tonometer“ das erste in Serie produzierte oszillometrische Blutdruckmessgerät weltweit. Nach dem Ersten Weltkrieg wurde die Niederlassung in Straßburg 1919 geschlossen. Albert Bosch kehrte 1920 nach Jungingen zurück und gründete 1922 die Firma „Bosch & Speidel“ gemeinsam mit Albert Speidel. 1926 fusionierte diese mit dem Betrieb „Keller & Bosch“. Das Unternehmen entwickelte sich rasch zu einem europäischen Marktführer im Bereich der Blutdruckmessung.
Unternehmensentwicklung
Im Jahr 1965 wurde das Unternehmen in die Firmen „Speidel+Keller“ und „Bosch + Sohn“ aufgeteilt. Die Bosch + Sohn GmbH u. Co. KG wurde von Willy Bosch (1897–1975) und seinem Sohn Edwin Bosch geführt. Das Unternehmen konzentrierte sich auf die Entwicklung von Selbstmessgeräten und elektronischen Blutdruckmessgeräten, die unter der Marke „boso“ vertrieben werden. 1971 wurden alle Geräte von boso durch die Physikalisch-Technische Bundesanstalt (PTB) in Braunschweig zertifiziert. Nach der Übernahme durch Kurt Rädle im Jahr 1990 wurde verstärkt in digitale Geräte, Langzeitmessungen und Softwarelösungen investiert. Seit 1995 sind alle boso-Blutdruckmessgeräte nach der Medical Device Directive (MDD) zertifiziert, was durch unabhängige Prüfstellen wie die Dekra bestätigt wird. Die Produkte erfüllen hohe Qualitätsstandards und wurden mehrfach in Tests der Stiftung Warentest sowie der Deutschen Hochdruckliga und der Europäischen Hochdruckliga (ESH) bewertet.
Technologie und Innovation
Das Unternehmen hat stets in innovative Technologien investiert. So wurde beispielsweise das „boso TM-2430 PC 2“ entwickelt, das mehrere Jahre auf der Internationalen Raumstation (ISS) von der Europäischen Weltraumorganisation (ESA) genutzt wurde. Seit 2007 bietet boso das „ABI-system 100“ an, ein Gerät zur Messung des Knöchel-Arm-Index, das Hinweise auf eine Durchblutungsstörung geben kann. Als zuverlässiges diagnostisches Hilfsmittel im Sinne der Evidenz-basierten Medizin eignet es sich noch nicht.

## Produktion

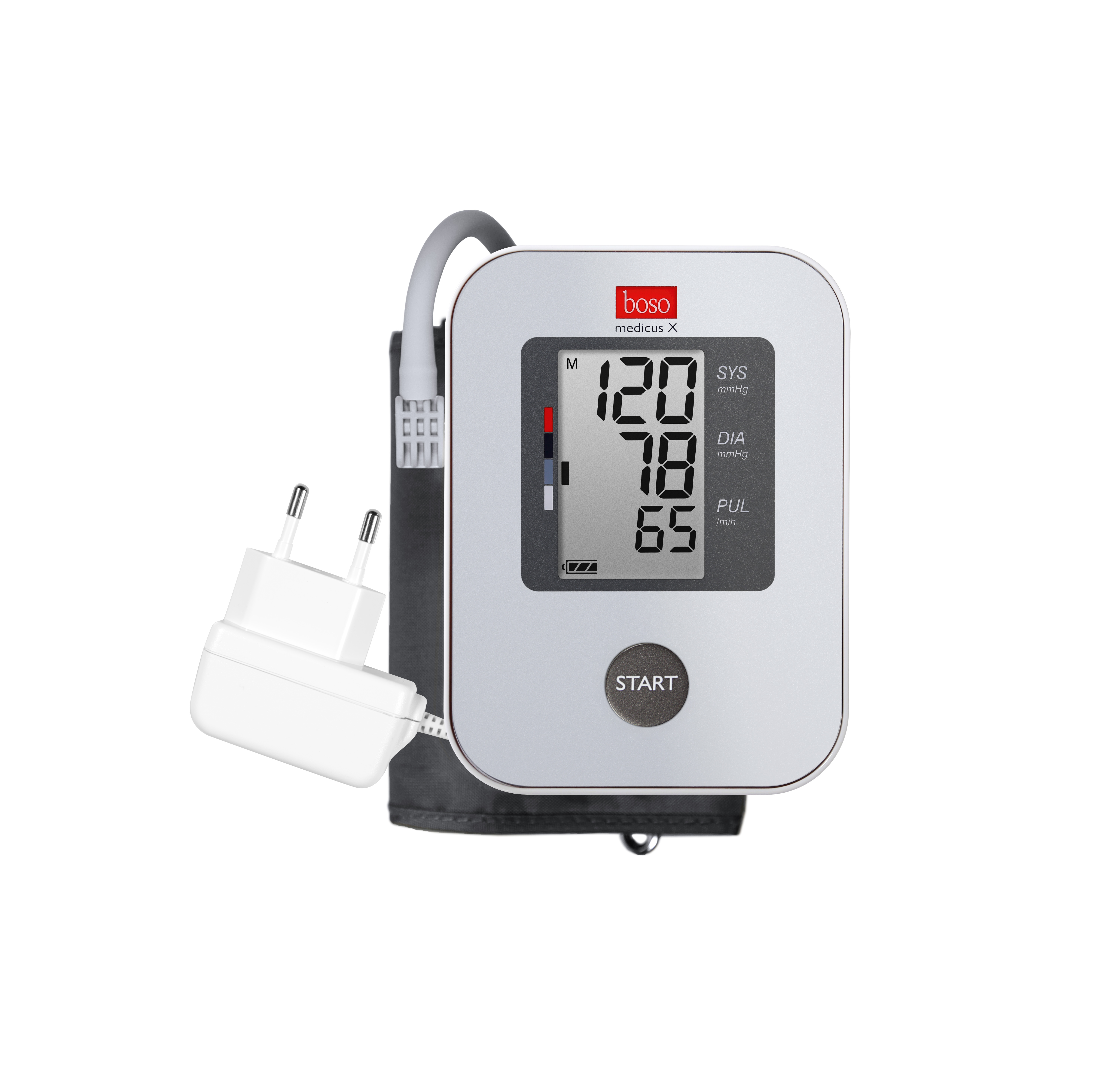
boso medicus X Oberarmblutdruckmessgerät

Das Unternehmen stellt Blutdruckmessgeräte sowohl für den professionellen Einsatz in Arztpraxen und Kliniken als auch für die Selbstmessung zu Hause her. Neben Blutdruckmessgeräten vertreibt das Unternehmen auch Stethoskope, Thermometer und Wellnessprodukte. Die Produkte werden in über 70 Länder exportiert.